# Halina Czerny-Stefańska
Halina Czerny-Stefańska ([ˈxaˈlina t͡ʂɛrnɨ stɛˈfaj᷉ska] 31 tháng 12 năm 1922 – 1 tháng 7 năm 2001) là một nghệ sĩ dương cầm người Ba Lan.
Bà học dương cầm từ bố của mình, Stanisław Szwarcenberg-Czerny, cũng như với Alfred Cortot tại École Normale de Musique ở Paris, và sau đó là với Józef Turczyński và Zbigniew Drzewiecki ở Warsaw.  Bà đạt đồng Giải Nhất Cuộc thi piano quốc tế Frédéric Chopin tại Warsaw năm 1949, cùng với Bella Davidovich.  Danh sách các tác phẩm do bà trình tấu chỉ giới hạn trong một số nhà soạn nhạc ngoài Frédéric Chopin và ngay cả đối với những tác phẩm của Chopin mà bà từng đánh cũng không nhiều.  Ví dụ, bà đã không trình diễn bản Bản Concerto Số 1 dành cho piano trên cung E thứ cho đến mãi năm 1951, và bà cũng chưa từng trình diễn concerto trên cung F thứ, vì bà không thích nó.
Bà đã chứng tỏ là một nghệ sĩ dương cầm thật thụ trong một bản thu âm concerto trên cung E thứ bị nhận lầm là của Dinu Lipatti. Bản thu âm được EMI phát hành vào năm 1966, và trong lượt phát hành ở Anh vào năm 1971 có một ghi chú rằng, mặc dù không biết tên của nhạc trưởng và dàn nhạc thính phòng, nhưng không còn nghi ngờ gì nghệ sĩ độc tấu dương cầm chính là Lipatti. Đài BBC đã phát sóng bản thu này vào năm 1981, và một thính giả đã viết thư về, lưu ý điểm tương đồng giữa nó với một bản thu của hãng Supraphon từ đầu thập niên 1950 với cái tên Czerny-Stefańska dưới sự điều khiển của nhạc trưởng Václav Smetáček. Những kiểm nghiệm đã tiết lộ rằng chúng là cùng một bản thu. Cái gọi là bản thu Lipatti bị thu hồi.
Halina Czerny-Stefańska là giám khảo của nhiều cuộc thi piano gồm Cuộc thi piano quốc tế Leeds, Cuộc thi quốc tế Tchaikovsky, và Cuộc thi Marguerite Long-Jacques Thibaud.  Bà cũng là một giám khảo tại Cuộc thi piano quốc tế Chopin trong nhiều năm.
Con gái của bà là Elżbieta Stefańska-Łukowicz (s. 1943), là một nghệ sĩ đàn hạc và giáo sư tại Học viện Âm nhạc Kraków, Ba Lan.
Halina Czerny-Stefańska qua đời tại Kraków vào ngày 1 tháng 7 năm 2001.

## Một số bản thu
Danh sách bản ghi âm của Halina Czerny-Stefańska bao gồm các bản ghi âm được thực hiện bởi các hãng: Deutsche Grammophon, Decca, Emi Classics, His Master's Voice, Trinkie Nagrania"Muza", Supraphon, Selene, Pony Cayon, RCA Records, RCA-Japan và Telefunken.
Bà đã thu âm những tác phẩm của Mozart, Beethoven, Chopin (một bộ sưu tập lớn), Paderewski, Grieg, Szymanowski, và Zarębski.
- Frédéric Chopin, Concerto dành cho piano trên cung E thứ Op. 11, Supraphon SUA 10130 (1955).
- Frédéric Chopin, 24 preludes Op. 28, Ace of Diamonds SDD 2146 (Telefunken).
- Ludwig van Beethoven, Concerto số 2 dành cho piano trên cung B thăng trưởng Op. 19; Edvard Grieg, Concerto dành cho piano trên cung A thứ Op. 16. Polish Radio Symphony Orchestra, Jan Krenz, Conductor. Musical Heritage Society (MHS 1101, undated).
- Frédéric Chopin, Complete set of the Polonaises, Polskie Nagrania.
- Frédéric Chopin, Complete set of the Nocturnes, Japanese RCA (1985–87).
- Frédéric Chopin, Complete set of the Mazurkas, Canyon Classics (1989–90).
- Wolfgang Amadeus Mozart, Piano Concerto No. 23 in A major, K. 488. Česká filharmonie (Czech Philharmonic), Karel Ančerl, Conductor. Supraphon (1952).